# Список послов России в Кыргызстане
В статье представлен список послов России в Кыргызстане.
- 20 марта 1992 года[1] — установление дипломатических отношений на уровне посольств.

## Список послов
| Срок полномочий                  | Посол                         | Годы жизни | Вручение верительных грамот |
| -------------------------------- | ----------------------------- | ---------- | --------------------------- |
| 22 апреля 1992 — 25 ноября 1996  | Михаил Алексеевич Романов     | 1936—      |                             |
| 14 января 1997 — 14 августа 2002 | Георгий Алексеевич Рудов      | 1939—2021  |                             |
| 14 августа 2002 — 6 декабря 2006 | Евгений Алексеевич Шмагин     | 1949—      | 3 октября 2002              |
| 6 декабря 2006 — 30 июля 2012    | Валентин Степанович Власов    | 1946—2020  |                             |
| 30 июля 2012 — 30 января 2019    | Андрей Андреевич Крутько      | 1957—      | 10 октября 2012             |
| 30 января 2019 — 18 июня 2024    | Николай Николаевич Удовиченко | 1962—      | 13 марта 2019               |
| 18 июня 2024 — настоящее время   | Сергей Иванович Вакунов       | 1962—      | 10 сентября 2024            |